# Lijn C (metro van New York)
De C Eighth Avenue Local of ook wel lijn C is een metrolijn die onderdeel is van de metro van New York. Op plattegronden, stationsborden en richtingfilms staat de lijn aangegeven in de kleur donkerblauw  omdat de lijn een dienst is op de Eighth Avenue Line. Naast de Eighth Avenue Line maakt lijn C ook gebruik van de Fulton Street Line door Manhattan. Lijn C is een aanvulling op de sneltreindienst van lijn A . Lijn C rijdt gedurende de hele rit ondergronds.
De lijn rijdt van 168th Street in de Bronx naar Euclid Avenue in Brooklyn.

## Stations
| Verklaring dienstregeling          | Verklaring dienstregeling                 |
| ---------------------------------- | ----------------------------------------- |
| Stops all times except late nights | Stopt behalve 's avonds laat en 's nachts |

|           | Station                                 | Tijden                                    | Overstappunt                                            |
| Manhattan | Manhattan                               | Manhattan                                 | Manhattan                                               |
| --------- | --------------------------------------- | ----------------------------------------- | ------------------------------------------------------- |
|           | 168th Street                            | Stopt behalve 's avonds laat en 's nachts | A C 1                                                   |
|           | 163rd Street-Amsterdam Avenue           | Stopt behalve 's avonds laat en 's nachts | A C                                                     |
|           | 155th Street                            | Stopt behalve 's avonds laat en 's nachts | A C                                                     |
|           | 145th Street                            | Stopt behalve 's avonds laat en 's nachts | A B C D                                                 |
|           | 135th Street                            | Stopt behalve 's avonds laat en 's nachts | A B C                                                   |
|           | 125th Street                            | Stopt behalve 's avonds laat en 's nachts | A B C D                                                 |
|           | 116th Street                            | Stopt behalve 's avonds laat en 's nachts | A B C                                                   |
|           | 110th Street-Cathedral Parkway          | Stopt behalve 's avonds laat en 's nachts | A B C                                                   |
|           | 103rd Street                            | Stopt behalve 's avonds laat en 's nachts | A B C                                                   |
|           | 96th Street                             | Stopt behalve 's avonds laat en 's nachts | A B C                                                   |
|           | 86th Street                             | Stopt behalve 's avonds laat en 's nachts | A B C                                                   |
|           | 81st Street-Museum of Natural History   | Stopt behalve 's avonds laat en 's nachts | A B C                                                   |
|           | 72nd Street                             | Stopt behalve 's avonds laat en 's nachts | A B C                                                   |
|           | 59th Street-Columbus Circle             | Stopt behalve 's avonds laat en 's nachts | A B C D 1 2                                             |
|           | 50th Street                             | Stopt behalve 's avonds laat en 's nachts | A C E                                                   |
|           | 42nd Street-Port Authority Bus Terminal | Stopt behalve 's avonds laat en 's nachts | A C E N Q R W S 1 2 3 7 <7> Port Authority Bus Terminal |
|           | 34th Street-Penn Station                | Stopt behalve 's avonds laat en 's nachts | A C E Amtrak LIRR NJT                                   |
|           | 23rd Street                             | Stopt behalve 's avonds laat en 's nachts | A C E                                                   |
|           | 14th Street                             | Stopt behalve 's avonds laat en 's nachts | A C E L                                                 |
|           | West Fourth Street-Washington Square    | A B C D E F V                             |                                                         |
|           | Spring Street                           | Stopt behalve 's avonds laat en 's nachts | A C E                                                   |
|           | Canal Street                            | Stopt behalve 's avonds laat en 's nachts | A C E                                                   |
|           | Chambers Street                         | Stopt behalve 's avonds laat en 's nachts | A C E 2 3                                               |
|           | Broadway-Nassau Street                  | Stopt behalve 's avonds laat en 's nachts | A C J M Z 2 3 4 5                                       |
| Brooklyn  |                                         |                                           |                                                         |
|           | High Street-Brooklyn Bridge             | Stopt behalve 's avonds laat en 's nachts | A C                                                     |
|           | Jay Street-Borough Hall                 | Stopt behalve 's avonds laat en 's nachts | A C F                                                   |
|           | Hoyt-Schermerhorn Streets               | Stopt behalve 's avonds laat en 's nachts | A C G                                                   |
|           | Lafayette Avenue                        | Stopt behalve 's avonds laat en 's nachts | A C                                                     |
|           | Clinton-Washington Avenues              | Stopt behalve 's avonds laat en 's nachts | A C                                                     |
|           | Franklin Avenue                         | Stopt behalve 's avonds laat en 's nachts | A C S                                                   |
|           | Nostrand Avenue                         | Stopt behalve 's avonds laat en 's nachts | A C LIRR                                                |
|           | Kingston-Throop Avenues                 | Stopt behalve 's avonds laat en 's nachts | A C                                                     |
|           | Utica Avenue                            | Stopt behalve 's avonds laat en 's nachts | A C                                                     |
|           | Ralph Avenue                            | Stopt behalve 's avonds laat en 's nachts | A C                                                     |
|           | Rockaway Avenue                         | Stopt behalve 's avonds laat en 's nachts | A C                                                     |
|           | Broadway Junction                       | Stopt behalve 's avonds laat en 's nachts | A C L J Z                                               |
|           | Liberty Avenue                          | Stopt behalve 's avonds laat en 's nachts | A C                                                     |
|           | Van Siclen Avenue                       | Stopt behalve 's avonds laat en 's nachts | A C                                                     |
|           | Shepherd Avenue                         | Stopt behalve 's avonds laat en 's nachts | A C                                                     |
|           | Euclid Avenue                           | Stopt behalve 's avonds laat en 's nachts | A C                                                     |

 ·  ·  ·  ·  ·  ·  ·  ·  · 